# Риан Критский
Риан Критский (др.-греч. Ῥιανὸς ὁ Κρής,  лат. Rhianus, вторая половина III века до н. э.) — древнегреческий поэт и грамматик из города Бены на Крите, современник Эратосфена.
Согласно словарю «Суда», в молодости был рабом, смотрителем палестры, затем приобрёл хорошее образование и посвятил себя занятиям филологией — по-видимому, в Александрии. Специализировался на поэмах Гомера, подготовил критические издания «Илиады» и «Одиссеи». На его комментарии к тексту ссылаются позднейшие схолии.
Подражая Гомеру, писал собственные эпические поэмы в гекзаметрах, из которых до нас дошло несколько десятков строк: мифологическую «Гераклею» (Ἠράκλεια, в 14 книгах) о Геракле, исторические «Фессалику» (Θεσσαλικά, не меньше 16 книг), «Элиаку» (Ήλιακα, не меньше 3 книг), «Ахаику» (Ἀχαϊκά, не меньше 4 книг) и «Мессениаку» (Μεσσηνιακά, в 6 книгах) — соответственно о Фессалии, Элиде, Ахайе и Мессении. Особенной известностью пользовалась «Мессениака», рассказывавшая историю Второй Мессенской войны; её главным героем был Аристомен, который, по словам широко использовавшего поэму в своём труде Павсания, играл в «Мессениаке» такую же роль, как в «Илиаде» — Ахилл.
Кроме того, сохранился десяток эпиграмм Риана, написанных элегическим дистихом: шесть — в XII книге Палатинской антологии (эротические о прекрасных юношах), три — в VI книге Палатинской антологии (посвятительные о дарах богам), одна — у Афинея (сопровождающая подарок человеку).
Светоний называет Риана одним из любимейших поэтов императора Тиберия.